# Lenguas penutíes californianas
Las lenguas penutíes de California constituyen un subgrupo de las lenguas penutíes identificado originalmente por Dixon, Kroeber y Sapir y cuyo parentesco genético se da por hecho.

## Historia
Tradicionalmente el penutio californiano se dividió en tres grupos: yokuts-maidun (lengas "pen" o peniano), miwok-costanoano (lenguas "uti" o utiano) y lenguas wintun (aunque se ha debatido si otras agrupaciones alternativas son más plausibles o si no se puede establecer con los datos una agrupación fiable). Claramente las lenguas uti (Miwok-Costanoano) constituyen una unidad filogenética válida, pero el otro grupo denominado a veces "lenguas pen" no está tan firmemente establecido. Se ha sugerido por otro lado que el Maidun y el Yokuts estarían algo más estrechamente emparentados entre sí que con el Wintun.

### Orígenes
Tradicionalmente se ha considerado que las lenguas penutíes no constituyen el primer estrato lingüístico conocido de California y que las zonas donde se hablan pudieron estar previamente ocupadas por pueblos que hablaban lenguas hokanas. Si bien originalmente se pensó que una vez establecidos en California esa área pudo ser el área de expansión para el resto de ramas de la familia penutia, algunos autores como Whistler [1977] han rechazado esta idea:

the hypothesis of a California Penutian kernel is dead ... Penutian entry to California must have occurred in several stages and likely from different directions
Whistler, 1977, p. 172

Esta postura conduce a considerar la cuestión de cómo diferentes oleadas de pueblos penutíes se acomodaron a un área ecológica nueva para ellos, lo cual debió implicar tomar préstamos léxicos de lenguas ya presentes en la zona, y complica la posibilidad de reconstruir cuál pudo ser la probable área original o Urheimat de los pueblos penutios.
Desde el punto de vista arqueológico, existen argumentos para sostener que las lenguas penutias de California llegaron a California por migraciones desde el norte o quizás el noreste de las áreas donde históricamente se testimonia su presencia. La plausibilidad de esa hipótesis reforzaría la idea de que existe un parentesco entre las lenguas penutias de California y las lenguas penutías de Oregón, tal como sugiere la hipótesis de Sapir.

## Características comunes
Aunque existe una gran diversidad entre las lenguas penutias de California, se detectan numerosos puntos estructurales comunes, aunque todavía no existe una base comparativa adecuada que permita establecer correspondencias fonéticas al punto de reconstruir el proto-penutio californiano. Solo se han propuesto un número reducido de correspondencias y muchas veces esas correspondencias se basan en unos pocos ítems léxicos. Sí se ha reconstruido el sistema del proto-uti y se ha propuesto un sistema para el proto-yok-uti. El proyecto de clasificación automática ASJP muestra una cercanía en el vocabulario de la familia uti, la familia yokuts y la familia maidu lo cual apunta en la misma dirección que las reconstrucciones disponibles siendo la relación basada en la similitud léxica la siguiente:

|  | lenguas miwok       |
|  |                     |
|  | lenguas costanoanas |
|  |                     |

|  | lenguas yokuts |
|  |                |
|  | lenguas maidu  |
|  |                |

|  | lenguas miwok       |
|  |                     |
|  | lenguas costanoanas |
|  |                     |

|  | lenguas yokuts |
|  |                |
|  | lenguas maidu  |
|  |                |

No existen trabajos recientes que permitan relacionar a la familia wintu con estas otras lenguas.
Dentro de las lenguas penutíes, los sistemas fonológicos del penutio californiano tienen un menor número de elementos, que los sistemas típicos del penutio oregoniano. Dentro del grupo californiano, solo el sistema del Wintun tiene una abundancia de fonemas comparable a las lenguas penutíes de los otros grupos más septentrionales. 
Las lenguas penutias de California son bastante complejas morfológicamente, en especial en lo que respecta a la estructura interna de las palabras. Las raíces están altamente gramaticalizadas y presentan fenómenos morfofonémicos peculiares que afectan a las vocales. Estos procesos están entre los hechos más prometedores que podrían proporcionar una clasificación rigurosa de estas lenguas.

### Comparación léxica: numerales
Los numerales del 1 al 10 son:
| GLOSA | (proto-) wintun | Lenguas yok-maidu        | Lenguas yok-maidu | Lenguas uti                  | Lenguas uti               | Lenguas uti         |
| GLOSA | (proto-) wintun | proto- maidu             | proto- yokuts     | proto- costano septentrional | proto- Costano meridional | proto- miwok        |
| ----- | --------------- | ------------------------ | ----------------- | ---------------------------- | ------------------------- | ------------------- |
| 1     | *kʼeteˑt        | *wikʼ.te                 | *ye(s)t           | *himen                       | *himi¢a                   | *keŋe(-ti) *kene-   |
| 2     | *pan            | *péˑne (*-¢oko)          | *poŋiy            | *usin                        | *utxin                    | *ʔoṭ.i              |
| 3     | *panó(ˑ)ɬ       | *sapʼiˑy                 | *ṣōphin           | *kapxan                      | *kapxan                   | *telo-              |
| 4     | lyaw(i)         | *¢ʼiy                    | *hoth.poŋoi       | *katwa¢                      | *ut?it                    | *ʔoy.is.a- *húya-   |
| 5     | cʼan            | *maˑ-wikʼi               | *yi¢ini-          | *miṣur                       | *parw?š                   | *maso.ka *kené.uṣ   |
| 6     | *ser-panoł      | *sapʼiˑy.¢oko (*tymbo)   | *¢ʼólipi          | *ṣaken                       | *(imi)nuksa               | *temo.ka pačiṭak    |
| 7     | loloˑqi         | *topwi                   | *nom¢in           | *kenetis                     | *utuk¢a                   | *kene.kak ṣemláwi   |
| 8     | ser.lyaw(i)     | *pen.¢ʼiye (*¢ʼiye.¢oko) | *munʼūṣ           | ?                            | ?                         | *kawinṭa *ʔoṭ.húya- |
| 9     | kʼet.eˑm        |                          |                   | *tala-                       | *paki                     | *woʔe               |
| 10    | tiqeles         | *maˑ.¢oko (*ma.¢am-)     | *ti(y)ew          | ?                            | *tan¢arkt                 | *naʔača             |

Los signos /¢,č/ del alfabeto fonético americanista son los equivalentes de los símbolos del alfabeto fonético internacional /ʦ,ʧ/.